# Titanostrombus galeatus
Espèce
Synonymes
- Lobatus galeatus (Swainson, 1823)[1]
- Strombus crenatus G. B. Sowerby I, 1825[1]
- Strombus galea W. Wood, 1828[1]
- Strombus galeatus Swainson, 1823 [1]

Titanostrombus galeatus est une espèce de mollusques gastéropodes de la famille des Strombes.

## Systématique
L'espèce Titanostrombus galeatus a été décrite pour la première fois en 1823 par le zoologiste britannique William Swainson (1789-1855) sous le protonyme Strombus galeatus.

## Distribution
On rencontre ce strombe sur la côte est du Pacifique, depuis le golfe de Californie jusqu'au Pérou.

## Habitat
Titanostrombus galeatus se rencontre sur des fonds rocheux et sablonneux. Il vit à des profondeurs allant de 15 à 30 m. Dans les premiers mois de l'année, il présente un comportement grégaire, formant de gros rassemblements dans les eaux côtières peu profondes. Cela est dû à la saison des amours, qui correspond également au moment de la ponte. Les femelles pondent généralement des œufs disposés en grappes, soit directement sur le sable, soit sur des coquilles de mollusques morts

## Description
La coquille de Titanostrombus galeatus est très épaisse et d'une taille moyenne de 14 cm pour un maximum de 23 cm. Elle a un contour oblong, avec une pointe ou apex court et pointu. Le milieu du corps est très renflé, avec de nombreux sillons en spirale. Elle est de couleur blanc ivoire à brun clair à l'extérieur. L'ouverture est d'un blanc brillant et la lèvre externe est souvent largement orange ou brun terne.

## Comportement
Contrairement aux autres gastéropodes, Titanostrombus galeatus se déplace d'une manière inhabituelle, propre à la famille des strombes. Ce curieux comportement a été décrit à l'origine par le zoologiste américain George Howard Parker en 1922. L'animal enfonce d'abord la pointe de son opercule en forme de faucille dans le sol. Puis il tend son pied vers l'avant, soulevant et projetant la coquille en avant dans un mouvement que Parker assimile à un « saut ».

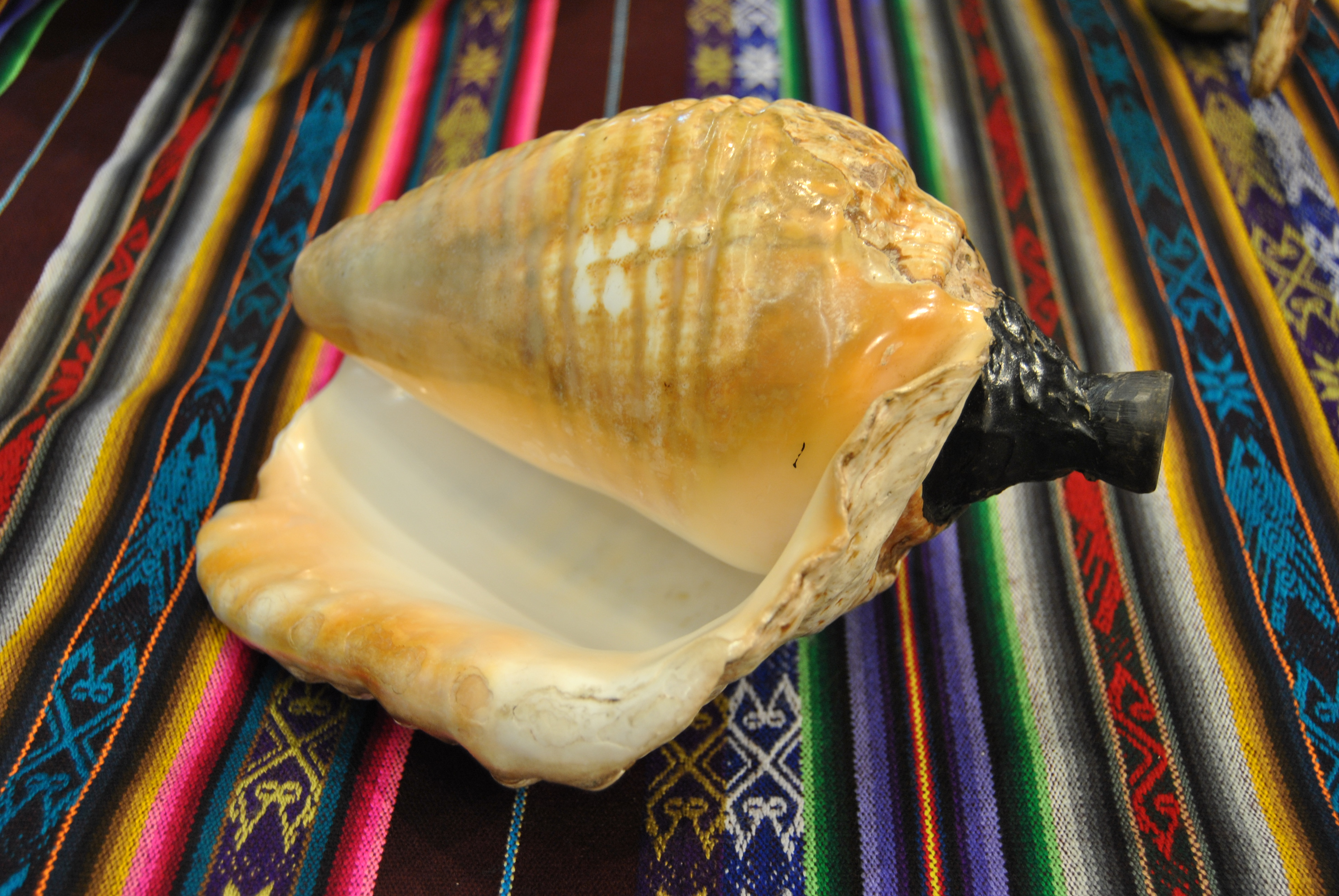
Strombus galeatus transformé en « poutoutou ».

## Utilisation
Ces conques géantes sont déjà utilisées comme instruments à vent au premier millénaire avant notre ère par la culture Chavín, dans les hautes terres andines du Nord du Pérou. La coquille est préparée pour un usage musical grâce à l'adaptation d'un bec sur le trou obtenu après avoir coupé l'apex de la coquille. Le résultat est un instrument semblable à une trompette. En 2001, vingt de ces instruments ont été exhumés du site archéologique de Chavín de Huantar. Ce type d'instrument est connu dans les pays andins sous le nom onomatopéïque de « poutoutou » et il était utilisé par les courriers impériaux incas pour s'annoncer.